# Rainer Haustein
Rainer Haustein (* 1966 in Gräfelfing) ist ein deutscher Schauspieler.

## Leben
Haustein absolvierte von 1988 bis 1992 eine private Schauspielausbildung in München und Graz. Von 2000 bis 2002 spielte er als Polizeioberkommissar Alfons Meininger  eine durchgehende Serienrolle neben Erol Sander in zwölf Folgen von Sinan Toprak ist der Unbestechliche. Von 2003 bis 2006 war er als Schulz in der Sat.1-Serie Mit Herz und Handschellen zu sehen. Auftritte in diversen Serien folgten, darunter Episodenhauptrollen in SOKO Kitzbühel und Die Rosenheim-Cops. Im Kino sah man ihn 2011 in Marcus H. Rosenmüllers Sommer der Gaukler, in dem er den Bergmann Hassl verkörperte. 2014 spielte er über mehrere Folgen den Bauunternehmer Dudek in der ARD-Telenovela Rote Rosen.
Rainer Haustein lebt in München.

## Filmografie (Auswahl)
- 2003: Der Bulle von Tölz: Freier Fall
- 2007: Pfarrer Braun: Das Erbe von Junkersdorf
- 2008: Der Bulle von Tölz: Die Leonhardifahrer
- 2008: Die Rosenheim-Cops (Fernsehserie, 1 Folge)
- 2010: Die Rosenheim-Cops (Fernsehserie, 1 Folge)
- 2011: SOKO Kitzbühel (Fernsehserie, 1 Folge)
- 2012: Frühling für Anfänger
- 2012: Die Garmisch-Cops (Fernsehserie, 1 Folge)
- 2012: Burger Deluxe
- 2012: Hubert und Staller (Fernsehserie, 1 Folge)
- 2013: Hubert und Staller – Die ins Gras beißen
- 2013: Die Rosenheim-Cops (Fernsehserie, 1 Folge)
- 2014: Kommissarin Lucas – Kettenreaktion
- 2016: SOKO Wien (Fernsehserie, 1 Folge)
- 2016: Die Rosenheim-Cops (Fernsehserie, 1 Folge)
- 2017: Unter Verdacht: Die Guten und die Bösen
- 2017: 2 Sturköpfe im Dreivierteltakt
- 2018: Der Pass (Fernsehserie)
- 2019: Die Rosenheim-Cops (Fernsehserie, 1 Folge)
- 2019: Hubert ohne Staller (Fernsehserie, 1 Folge)
- 2019: Der Kroatien-Krimi (Fernsehserie, Folge 6: Der Henker)
- 2019: Flucht durchs Höllental
- 2020: SOKO Kitzbühel (Fernsehserie, 1 Folge)
- 2020: Tatort: In der Familie Teil 2 (Fernsehreihe)
- 2023: The Zone of Interest
- 2024: In aller Freundschaft (Fernsehserie, 1 Folge)

## Nachweise
1. ↑  Rainer Haustein bei Castupload, gesichtet am 30. Juni 2014
2. ↑  Sinan Toprak ist der Unbestechliche in der Internet Movie Database

| Personendaten    | Personendaten          |
| ---------------- | ---------------------- |
| NAME             | Haustein, Rainer       |
| KURZBESCHREIBUNG | deutscher Schauspieler |
| GEBURTSDATUM     | 1966                   |
| GEBURTSORT       | Gräfelfing             |